# Ill (Francie)
Ill je řeka na území Francie. Je dlouhá 217 km. Povodí má rozlohu 4 760 km². Řeka překonává převýšení 433 metrů. Střední průtok v ústí je 53,7 m³/s.
Řeka pramení u obce Winkel v pohoří Jura. Protéká rovinatým Alsaskem směrem k severu. Leží na ní města Mylhúzy, Colmar a Štrasburk. Přítoky jsou Doller, Thur, Andlau a Bruche. Ill je splavný od obce Ostwald a křižuje ho Vodní kanál Marna–Rýn. U Kilstettu se řeka vlévá zleva do Rýna.
Sídlo Evropského parlamentu ve Štrasburku se nachází na břehu Illu. V roce 1690 byla vybudována Vaubanova přehrada, která tvořila součást opevnění Štrasburku. Ostrov Grande Île de Strasbourg je díky množství historických staveb zapsán na seznam Světového dědictví.